# Anja Hammerseng-Edin
Anja Marie Hammerseng-Edin; z d. Edin; (ur. 5 lutego 1983 w Porsgrunn), norweska piłkarka ręczna, reprezentantka kraju grająca na pozycji środkowej rozgrywającej. Obecnie występuje w Larvik HK.

## Życie prywatne
Od 2010 jest związana Gro Hammerseng. W 2011 r. Gro ogłosiła, że jest w ciąży. W lutym 2012 r. urodził im się syn Mio. W sierpniu 2013 para wzięła ślub.

## Osiągnięcia

### reprezentacyjne
- Mistrzostwa Świata:
  -  2009
- Mistrzostwa Europy:
  -  2012

### klubowe
- Mistrzostwa Norwegii:
  -  2013, 2014, 2015, 2016, 2017
- Puchar Norwegii:
  -  2013, 2014, 2015, 2016, 2017
- Liga Mistrzyń:
  -  2013, 2015

## Nagrody indywidualne
- Mistrzostwa Europy:
  - MVP Mistrzostw Europy 2012